# Dembrószky Imre
Dembrószky Imre, Emerich Dembrovszki, Emerich Dembrovschi, Emerich Dembrovski, Emeric Dembroschi (Hosszúmező, 1945. október 6. –) román válogatott labdarúgó, csatár, edző.

## Pályafutása

### Klubcsapatban
1962-ben a máramarosszigeti Foresta Sighet csapatában kezdte a labdarúgást. Az 1965–66-os idényben a Victoria Roman játékosa volt. A következő idényben a Dinamo Bacău csapatával megnyerte a román másodosztályú bajnokságot. Bákón 1974-ig játszott. 1974 és 1981 között a Politehnica Timișoara labdarúgója volt és egy bajnoki bronzérmet és román kupát nyert a csapattal. 1967 és 1981 között 386 román élvonalbeli bajnoki mérkőzésen lépett pályára és 108 gólt szerzett.

### A román válogatottban
1968 és 1973 között 27 alkalommal szerepelt a román válogatottban és kilenc gólt szerzett. Részt vett az 1970-es mexikói világbajnokságon.

## Sikerei, díjai
- Román bajnokság
  - 3.: 1977–78
- Román kupa
  - győztes: 1980